# Mistshenkoana padangi
Mistshenkoana padangi är en insektsart som beskrevs av Andrej Vasiljevitj Gorochov 2007. Mistshenkoana padangi ingår i släktet Mistshenkoana och familjen syrsor. Inga underarter finns listade i Catalogue of Life.